# Pleurothallis parva
Pleurothallis parva är en orkidéart som beskrevs av Robert Allen Rolfe. Pleurothallis parva ingår i släktet Pleurothallis och familjen orkidéer. Inga underarter finns listade i Catalogue of Life.